# 珍娜琳·卡斯特利諾
珍娜琳·卡斯特利諾 (意大利语: Janalynn Castelino, 1998年10月18日出生）是一位意大利裔印度裔流行歌手、医生、词曲作者和唱片制作人。她以富有表现力的演唱风格而闻名，其音乐被誉为融合了R&B灵魂乐元素的流行音乐。 她最初因在 YouTube 上发布流行歌曲的翻唱而受到关注，而这只是她的爱好。 她凭借《Drama》和《But Without You》等充满灵魂的单曲成名 。 她是一位多语种歌手，曾录制过英语、意大利语、西班牙语、拉丁语和印地语等语言的歌曲。